# Gaspare de' Trimbocchi
Gaspare de' Trimbocchi, o Tirimbocchi, conosciuto con il nome latino di Tribraco (Reggio nell'Emilia, 23 febbraio 1439 – 1492 circa), è stato un umanista italiano, vissuto nel XV secolo d.C.

## Biografia
Di famiglia modenese, il padre Jacopo Trimbocchi lo riconobbe solo alcuni anni dopo la nascita avvenuta a Reggio Emilia 23 febbraio 1439, mentre della madre si conosce solo il nome (Giovanna), visse gli anni della gioventù, oltre a frequentarvi gli studi sotto la guida di Guarino Guarini, a Modena.
Nel 1461 Borso d'Este, a quei tempi duca ferrarese, lo accolse alla sua corte; il macenate giunse ad impegnarsi a sostenere le spese che il Tribraco avrebbe dovuto assumersi per motivi di studio nell'Ellade, trasferta che poi forse non fu nemmeno effettuata.
Tornato a Modena, tre anni dopo gli venne offerto un incarico di maestro e in quel ruolo si trovò a impartire lezioni al futuro umanista Urceo Codro e, sempre nella città emiliana, prese come consorte una tal Caterina, che gli diede un'erede, una figlia, di nome Pandora. Sebbene l'impiego era previsto durasse per un quinquennio, il Tribraco rientra al servizio del signore di Ferrara in anticipo. Alla scomparsa di questo sembra si sia recato presso la Serenissima, ottenendo dal governo veneziano il cancellierato della città dalmata di Ragusa. Non raggiunse la località, finendo invece subire una condanna con seguente imprigionamento per non aver rispettato gli impegni legati all'incarico. Liberato per intercessione di garanti, invece di rispettare i patti, preferì riparare a presso Federico I Gonzaga, che gli affidò il compito di istitutore dei figli.	
Noto ai contemporanei per le sue opere latine, viene ricordato da diversi scrittori dell'epoca tra i quali il Boiardo. Nelle Elegiae del Paganelli quest'ultimo fantastica di un incontro con l'anima del Tribraco intenta a descrive all'amico una sfilata di autori classici al seguito di Amore.
Dei suoi lavori sono giunte a noi alcune epistole, peraltro parziali, riportate dai suoi biografi. Delle opere in versi vi è stata una stampa parziale nel XX secolo. Si è a conoscenza di composizioni di natura erotica, precisamente carmina con soggetto protagonista femminile (Pantea, Galantide, Giulia), d'altro genere invece il carmina dedicata alla Madonna, epitaffi e scritti in onore di personalità dell'epoca come il carme composto in occasione del ferimento di Ercole d'Este.
Sono note alcune satire che prendono di mira i vizi di ogni tempo, quali il lusso sfrenato, la mancanza di riconoscenza, l'avidità, ecc...
Il Tribaco non manca di tessere le lodi di alcuni contemporanei tra i quali colui che l'aveva accolto alla sua corte, il signore ferrarese Borso d'Este e si possono citare delle egloghe, peraltro in conformità ad una moda in voga tra gli scrittori suoi coevi come ad esempio il Boiardo. Di un'altra opera composta in onore dei Gonzaga sono giunti solo alcune brevi parti, mentre col Triumphus, opera risaltente al 1463, ci troviamo di fronte a un poemetto che narra dell'immaginifica vittoria ottenuta da Borso d'Este sui vizi che affliggono l'umanità con conseguente inizio di un'epoca di prosperità. Altri lavori comparabili al Triumphus dello stesso autore che si possono menzionare sono: il De apparatu divi Borsii Estensis contra Turcum Christi persecutorem, il De velocitate temporis e il De casibus Herculis in insania.
Non è noto con certezza quando avvenne la scomparsa del Tribraco, pur potendo supporre che possa essere accaduta nel 1492. L'ipotesi è basata sulla richiesta rivolta l'anno seguente a Francesco II, allora alla guida di Mantova, dalla moglie dello scrittore ormai vedova che chiedeva, tramite una missiva, aiuto trovandosi lei e la figlia in situazione di estrema difficoltà.

## Opere
- Triumphus, 1463;
- De apparatu divi Borsii Estensis contra Turcum Christi persecutorem;
- De velocitate temporis;
- De casibus Herculis in insania.